# Polystachya malilaensis
Polystachya malilaensis är en orkidéart som beskrevs av Rudolf Schlechter. Polystachya malilaensis ingår i släktet Polystachya och familjen orkidéer. Inga underarter finns listade i Catalogue of Life.